# Michail Nikolaevič Pokrovskij
Michail Nikolaevič Pokrovskij (in russo Михаил Николаевич Покровский?; Mosca, 29 agosto 1868 – Mosca, 10 aprile 1932) è stato uno storico e funzionario sovietico.

## Biografia
Pokrovskij si laureò in storia all'Università statale di Mosca e per qualche anno insegnò storia in scuole secondarie russe. Aderì al POSDR nel 1903, diventando membro del Partito bolscevico nel 1905. Costretto a lasciare la Russia in seguito ai disordini rivoluzionari del 1905-07, visse all'estero. Seguace di Bogdanov insegnò nelle scuole di estrazione operaia a Capri (agosto-dicembre 1909) e a Bologna (novembre 1910-marzo 1911). Ritornò in Russia dopo la rivoluzione di febbraio, e prese parte al colpo di mano bolscevico della rivoluzione d'ottobre.
Pokrovskij fu attivo nella campagna contro Lev Trockij nei primi anni 1920 e successivamente ricoprì diversi incarichi governativi nel Partito Comunista e in varie istituzioni accademiche, vice segretario dell'Educazione, diventando membro dell'Accademia delle scienze dell'URSS nel 1929. Fu determinante nella creazione di nuovi istituti accademici marxisti e nell'adeguare la storiografia russa alle necessità politiche del nuovo stato sovietico. Nello sviluppare un'interpretazione ortodossa marxista della storia, non solo della storia russa, Pokrovskij sottolineava come la rivoluzione socialista e la dittatura del proletariato fossero inevitabili conseguenze politiche della lotta di classe ed evidenziava il metodo del materialismo dialettico nella ricerca storica sottolineando l'importanza delle relazioni economiche come forza trainante della storia rispetto al ruolo delle singole personalità; sosteneva inoltre che la rivoluzione russa non era necessariamente l'evento principale della rivoluzione mondiale.
Negli anni 1930 gli stalinisti attaccarono la sua visione internazionalista della storia. Le idee di Pokrovskij furono criticate dallo stesso Stalin che le bollò come "sociologia volgare", anti-marxiste, pseudoscientifiche e dannose. Nel febbraio 1949 la rivista sovietica Voprosy Istorij, nell'ambito della campagna anticosmopolita, scrisse che nella storiografia sovietica «le idee cosmopolitiche furono introdotte da M. N. Pokrovskij e dalla sua "scuola" antistorica. Questa sostituendo al materialismo storico il volgare sociologismo, falsificò ed alterò gli avvenimenti storici, macchiò il grande passato dei popoli del nostro paese, derise le tradizioni nazionali del popolo russo. Il Partito sbaragliò la "pokrovscina", ma alcune ideuzze di questa "scuola" hanno tuttora corso nella scienza storica». Si ebbe una riabilitazione di Pokrovskij solo dopo il XXII Congresso del Partito Comunista dell'Unione Sovietica nel 1961.

## Opere

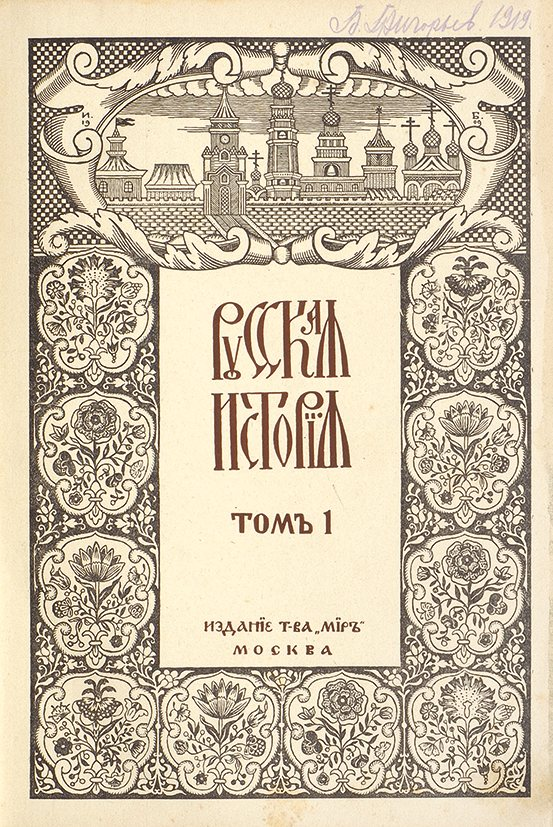
M.N.Pokrovskij, Russkaja istorija, ed. 1913

- Russkaja istorija v samom sžatom očerke, Moskva etc., Gosudarstvennoe izdatelʹstvo. Edizione italiana: Storia della Russia, Traduzione di Adriano Marchi e Dino Bernardini; prefazione di Ernesto Ragionieri, Roma : Editori riuniti, 1970
- Borʹba klassov i russkaja istoričeskaja literatura : lekcii, čitannye v kommunističeskom universitete imeni tov. Zinovʹeva 3-7 maja 1923 g., Petrograd : "Priboj", 1923
- Carskaja rossija i vojna, Moskva, Gos. izd. glavpolitirosvet, 1924
- Dekabristy : sbornik statej, Moskva, Leningrad, Gosudarstvennoe Izdatel'stvo, 1927
- Èkonomičeskìj materìalizm, Moskva, Tip. Torgovogo Doma A. Pečkovskij, 1906
- Diplomatija i vojny carskoj Rossii v 19. stoletii : sbornik statej; predislovie Mihaila Gellera, London, Overseas Publication Interchange, 1991
- Izbrannye proizvedenija v cetyreh knigah, Moskva : Mysl
- (Con Viktor Borisovič Šklovskij e Victor Serge), Rivoluzione d'ottobre, Torino, edizioni unione culturale, 1967